# Monolith Soft
Monolith Soft (Japans: 株式会社モノリスソフト) is een computerspelontwikkelaar gevestigd in Tokio, Japan. Monolith was van 1999 tot 2007 eigendom van Bandai Namco en werd in 2007 overgenomen door Nintendo.

## Beschrijving
Monolith Soft werd in 1999 opgericht door Tetsuya Takahashi en Hirohide Sugiura, twee oud-medewerkers en collega's bij Square. Takahashi werkte eerder bij Square aan de populaire spelseries Final Fantasy en Chrono Trigger.
Het eerste project waar Monolith aan werkte was de Xenosaga-serie van computerspellen. Monolith werkte ook aan spellen als Baten Kaitos, Namco x Capcom, de Project X Zone-serie en de Xenoblade Chronicles-serie.

## Ontwikkelde spellen
| Jaar | Titel                                                                 | Platform      |
| ---- | --------------------------------------------------------------------- | ------------- |
| 2002 | Xenosaga Episode I                                                    | PlayStation 2 |
| 2003 | Baten Kaitos: Eternal Wings and the Lost Ocean                        | GameCube      |
| 2004 | Xenosaga Episode II                                                   | PlayStation 2 |
| 2004 | Xenosaga: Pied Piper                                                  | mobiel        |
| 2005 | Namco x Capcom                                                        | PlayStation 2 |
| 2006 | Baiten Kaitos Origins                                                 | GameCube      |
| 2006 | Xenosaga I & II                                                       | DS            |
| 2006 | Xenosaga Episode III                                                  | PlayStation 2 |
| 2008 | Soma Bringer                                                          | DS            |
| 2008 | Super Robot Taisen OG Saga: Endless Frontier                          | DS            |
| 2008 | Disaster: Day of Crisis                                               | Wii           |
| 2009 | Dragon Ball Z: Attack of the Saiyans                                  | DS            |
| 2010 | Super Robot Taisen OG Saga: Endless Frontier Exceed                   | DS            |
| 2010 | Xenoblade Chronicles                                                  | Wii           |
| 2012 | Project X Zone                                                        | 3DS           |
| 2015 | Xenoblade Chronicles X                                                | Wii U         |
| 2015 | Project X Zone 2                                                      | 3DS           |
| 2017 | Xenoblade Chronicles 2                                                | Switch        |
| 2018 | Xenoblade Chronicles 2: Torna – The Golden Country Uitbreidingspakket | Switch        |
| 2020 | Xenoblade Chronicles: Definitive Edition                              | Switch        |
| 2022 | Xenoblade Chronicles 3                                                | Switch        |